# 姫騎士リリア 〜魔触の王城に堕つ〜
『姫騎士リリア 〜魔触の王城に堕つ〜』は、2004年9月17日（ダウンロード版は2004年8月28日）にLilithのBLACK Lilithレーベルより発売されたアダルトゲームである。2005年には追加シナリオを収録した『姫騎士リリア 〜魔触の王城に堕つ〜完全版』が発売され、2006年には『姫騎士リリア』のタイトルでOVA化もされた。
プレイヤーの選択によりエンディングが変化するマルチエンディング方式の陵辱物アドベンチャーゲーム。

## ゲームシステム
プレイヤーはリリアの義兄ディルクとなって、魔族への対価の支払いのために行動する。リリアは一国の姫であることもあって少々の精神的な苦痛にも耐えられる気高さを持っている上に、同時に屈強な女戦士でもあるため体に負担のかかるメニューでもこなすことができるが、ある程度魂のエネルギーを失った後にはリリアの反応に変化が起こる。このため全てのイベントを見るためには計画を立てる必要がある。他にも魔族への対価の支払期限という日数制限の中で、どのようにリリアを責めるかという計画も必要となる。これはいくらリリアが屈強な女戦士であるとはいえその体力には限界があるために、または調教が進んでいないために施術できないメニューも出てくることが1つ。場合によってはリリアから魂のエネルギーを搾取できない事態にもなり得ることが1つである。最後に支払期限の日に、対価を支払い切れたか、対価を支払い切れたとしてもリリアの状態がどのようになっているか、これらによってエンディングが変化する。つまりこの作品のゲーム性は、いかに計画的にリリアを調教して魔族への対価を支払っていくかにある。

## ストーリー
リリアの義兄・ディルクがリリアとその母レイラを手に入れるべく、魔族の力を借りて王国を完全に掌握したところから物語は始まる。リリアは一国の姫であるが屈強な女戦士でもあるので、ディルクは魔族の力を借りなくては王国を掌握できなかったのである。幸い魔族が力を貸してくれたので王国を掌握できたが、その見返りとして対価を要求してきた。その対価とは、女性が堕落し魂のエネルギーの一部を失った時に得られるものだという。もしもこの対価を支払い切れなかった場合、ディルク自身の身の安全も保障されないことから、リリアを様々な手段で陵辱し調教してゆく。そしてレイラも魔族との間を取り持った女性の手により、リリアの知らないところで調教されていくのだった。

## 登場人物
声優名は、アダルトゲーム版 / アダルトアニメ版の順。男性キャラクターはゲーム版では声が設定されていないため、アニメ版のみとなる。
ディルク・エーベルヴァイン
声：鷹北星司
本作の主人公で辺境国ルーフェン王国の王子。母に早くに死なれて以来、享楽にふけって諸侯からはダメ皇子と陰口を叩かれている。
国王が病に倒れたのを機に王国の支配に乗り出す。普段から馬鹿にされていることもあり、リリアには激しい劣等感を抱いている。
ゲーム版では小太りの醜男という容姿設定だが、アニメ版では色黒の肌に金髪、割と整った顔立ちと体躯を持つ小悪党として描かれた。
アニメ版では自ら国王を殺害し政権を奪取、対価であるエナジーを払わなければ自身の命を代償にしなければならない為、リリアを調教しようとするも上手くいかず、魔王との約束が果たせないことに恐怖する。リリア調教のため全国民を動員してリリアへの凌辱を強行し、約束自体は果たせたようで殺される事はなかったが、ルーフェンは崩壊し荒れ果てた城内で精神崩壊を起こしていた。その後の動向は不明。
リリア・エーベルヴァイン
声：上戸琉 / 木村あやか
ディルクの義妹でルーフェンの王女。クローヴィス戦役で活躍し、美しいその白衣の衣裳と容姿から「白の姫騎士」と謳われている。
主人公を軽蔑しており、度々言い争うことも。
アニメ版ではディルクの調教に屈しず心を保ち続けたが、最終的に母レイラの姿に絶望し、聖なるエナジーを失う。その後は魔王の養女となり魔王の命を受け他国へ侵攻する途中、魔王への離反を宣言、魔王に情婦とされた母は人質状態、更に圧倒的に多勢に無勢という絶望的状況の中、魔王軍との戦闘を開始。
レイラ・エーベルヴァイン
声：紫苑みやび / 夕凪みう
ディルクの義母でルーフェンの王の後妻。抜群のプロポーションと美しい容姿から「辺境の至宝」と謳われている。
ディルクによって襲われ、リリアに反撃を受けた事が物語の発端となった。
アニメ版ではキリコに調教され、ルーフェン崩壊後は魔王の情婦にされ、魔王に凌辱され続けている。
キリコ
声：カンザキカナリ / 坂本じゅん
以前から主人公が出入りしている娼館「黒の楽園館」の女主人。
国王が病に倒れた際に、主人公の参謀に抜擢され行動を共にする。魔族であり、それまで政治に興味を持たずにいたディルクに、隣国の情勢や政治のみならず、王子としての心構えを説き、ディルクの信頼も厚く、各国の貴族や豪商に人脈を持つなど、娼婦の主ながら数千の私兵を持つとも言われ、その背景は謎に包まれている。
ルートによっては彼女を凌辱する展開や彼女に殺されるENDもある。
アニメ版ではディルクと共にリリアを調教するが、欲情したディルクに犯された恨みからディルクとの関係が悪化し、やがて仲間の魔族からも見捨てられ、ディルクから凌辱される事になり、ルーフェン崩壊後、魔王の怒りに触れたらしく、魔族の幼体の苗床のような扱いにされた末に精神崩壊を起こしており、その後の動向は不明。
魔族の従者サンド
声：小村哲生
魔王の使いであり、主人公のもとに代価を回収しに現れる。
細身だが筋肉質な体躯を持ち、包帯の隙間から鋭い眼光が光る。人間と交渉を行う魔族は将軍クラスの地位にあるらしい。
アニメ版でも役割は同じだが、キリコを見捨てる条件に街の女1000人分のエナジーを受け取る契約をディルクと交わしていた。
ルーフェン国王
声：柴田秀勝
辺境国ルーフェン王国の王。
OVAで声を担当した柴田は特別友情出演という形での出演となった。
ゲームでは冒頭で病に倒れたが、アニメ版ではクーデターの際にディルクに刺殺された。
ミーア
声：- / 松野朋子
リリアの忠実な部下にして親友。辛い調教に耐えるリリアを気遣う。最終的に魔王の養女となったリリアと他国へ侵攻する途中、リリアが満を持して魔王への離反を宣言した際は魔女と共に戦闘を開始した。
フランク
声：- / 太郎一郎
リリアの忠実な部下4人の白騎士の一人。魔王の養女となったリリアと魔王軍を連れて他国へ侵攻する際には部下として同行し、後にリリアが満を持して魔王への離反を宣言した際には彼女と共に魔王軍との戦闘を開始した
シャムロック
声：井伊喜元
リリアの忠実な部下4人の白騎士の一人。魔王の養女となったリリアと魔王軍を連れて他国へ侵攻する際には部下として同行し、後にリリアが満を持して魔王への離反を宣言した際には彼女と共に魔王軍との戦闘を開始した
ルッテン
声：阿仁丸
リリアの忠実な部下4人の白騎士の一人。アニメ版ではキリコを襲った際に反撃され、腸が体外に飛びだしてしまうが他の白騎士たちによる必死の看護で腸を無理やり体内に戻したことで一命を取り留める。魔王の養女となったリリアが魔王軍を連れて他国へ侵攻する際には部下として同行し、後にリリアが満を持して魔王への離反を宣言した際には彼女と共に魔王軍との戦闘を開始した
メッツァー
声：村瀬龍作
リリアの忠実な部下4人の白騎士の一人。魔王の養女となったリアがと王軍を連れて他国へ侵攻する際には部下として同行し、後にリリアが満を持して魔王への離反を宣言した際には彼女と共に魔王軍との戦闘を開始した

## OVA
2006年から2010年にかけて発売。全六巻。累計15万本売り上げた。2011年にはDVD-BOXが発売。アニメ版ではリリアが主人公で、トップクレジットとなっている。

### スタッフ
- 監督 - 浅野ヒロ
- 脚本 - 柏一悟
- キャラクター原案 - ZOL
- キャラクターデザイン・作画監督 - 浅野ヒロ
- 美術監督 - 鉄筆
- 撮影監督 - 岡崎英夫
- 音響監督 - 吉田知弘
- プロデューサー - 村上恒一

### 主題歌
「Stand up,Princess knight」(5/6卷ED)
歌 - 小田ユウ
作詞（英詞） - Miyashi (hime+) / 作曲・編曲 - Meeon (hime+)